# 龙井茶

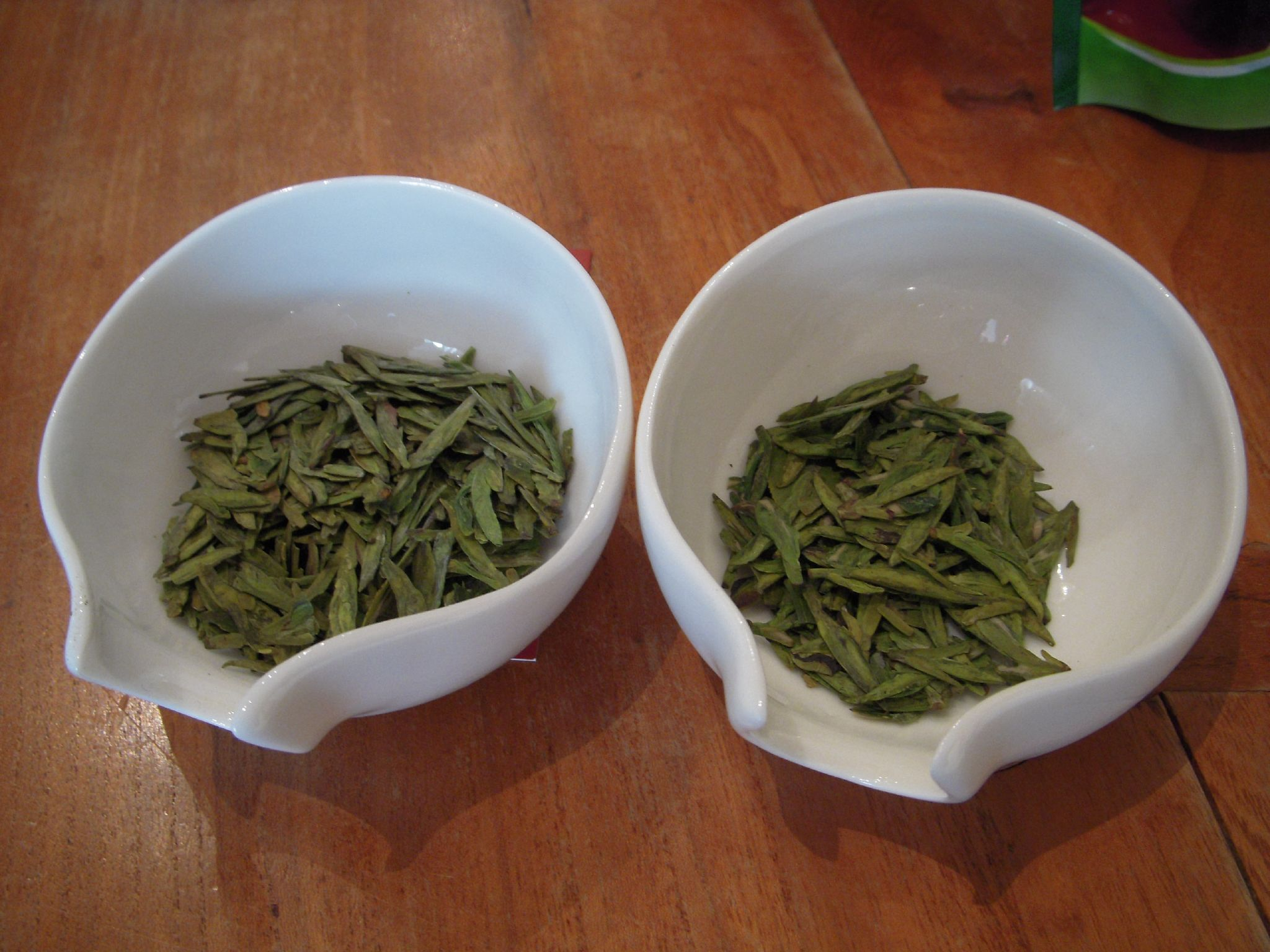
龍井

龍井茶得名於大陸地區浙江省杭州市西湖區龍井，是中國十大名茶、中国地理标志产品之一，屬於綠茶。目前中國大陸主要產於浙江省中部一帶，分為西湖、錢塘（杭州产区）、越州（绍兴产区）三個產區，臺灣則產於新北市三峽區。

## 歴史
- 晉朝時葛洪曾在杭州龍井煉丹。
- 五代十国此地有落暉塢，又稱為老龍井；後漢乾祐二年（949年）此地建立報國看經院。
- 北宋時龍井寺時改名壽聖院。
- 南宋時龍井寺再改稱廣福院、延恩衍慶寺。茶農約於此時開始產茶，不過吳自牧《夢粱錄》中僅記載「寶雲茶」、「香林茶」、「白雲茶」三種杭州茶。
- 元朝時虞集遊龍井，並題詩道：「烹煎黃金芽，不取穀雨後」。
- 明朝時龍井茶已有盛名。田藝蘅說：「今武林諸泉，惟龍泓入品，而茶亦惟龍泓山為最……其地產茶，為南北山絕品……寶雲、香林、白雲諸茶，皆未若龍泓之清馥雋永也，龍泓今稱龍井，因其深也。」[1]
- 清朝時龍井茶名氣日益提高。乾隆年間，皇帝敕封了龍井「十八棵御茶」，並留下龍井茶的詩詞，西湖周圍村落開始發展茶園。
- 民國初年，西湖附近的寺院龍井寺、虎跑寺等以及部分茶農成立龍井茶銷售事業。

## 特徵
龍井茶品四絕為「色綠、香鬱、味甘、形美」，意即其色澤翠綠、香氣濃鬱、甘醇爽口、形如雀舌。
西湖龍井茶葉為一芽一葉或二葉，葉扁形且細，寬度條形整齊，顏色為綠黃。

## 成分
龙井茶的香气主要由芳樟醇、己酸叶醇酯、β-紫罗兰酮、橙花叔醇、苯甲醛、壬醛、香叶醇、雪松醇和反式呋喃型芳樟醇氧化物组成，它们在西湖龙井中含量最丰富。

## 產區

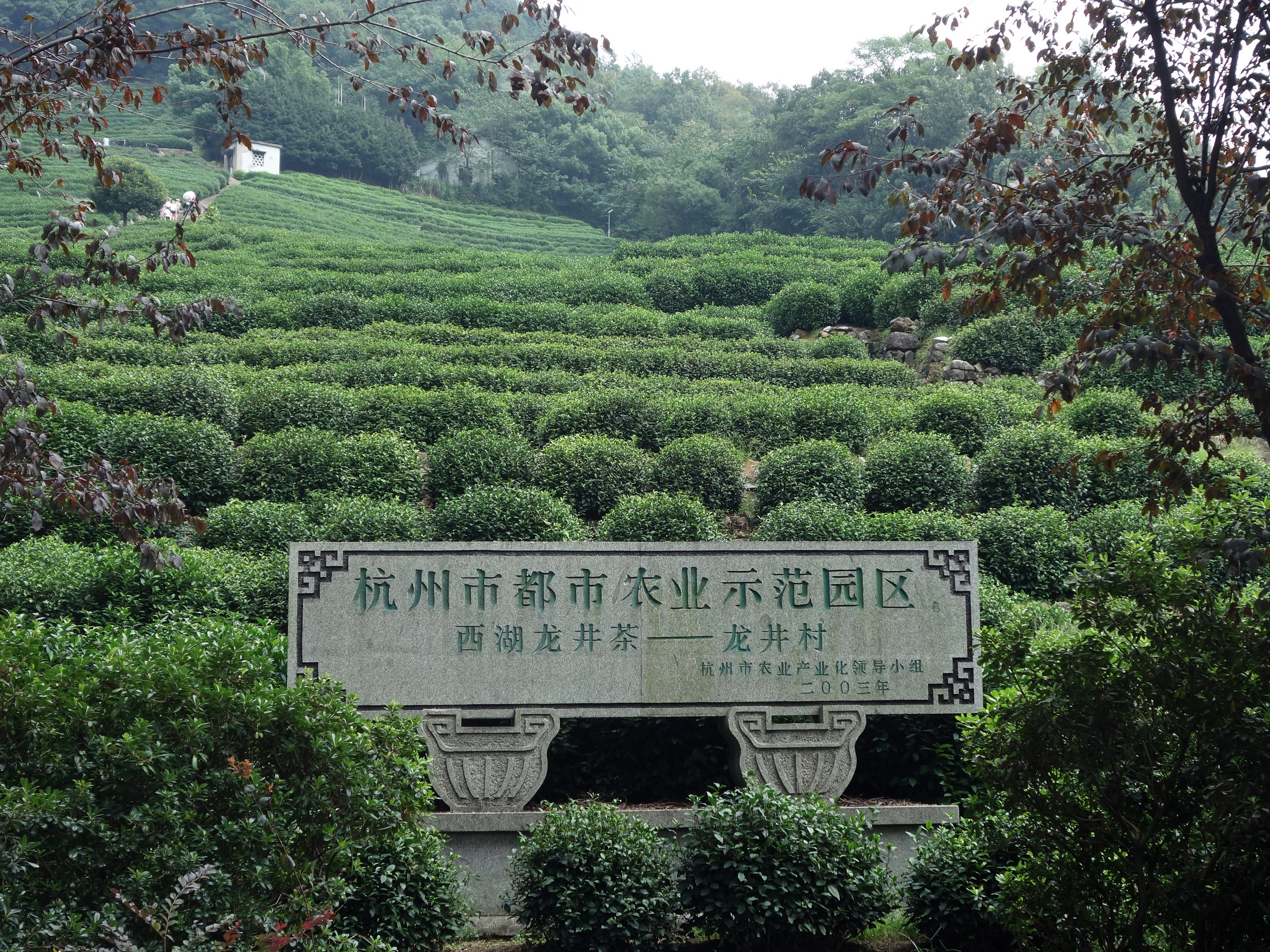
杭州龙井村西湖龙井茶园

二十世紀初，茶品因產地、炒制方法的差異，而有「獅、龍、雲、虎、梅」稱呼，如「獅字龍井」。後又改為「獅、龍、梅」三種品類，「獅字龍井」或「獅峰龍井」產於西湖鄉龍井村；「梅字龍井」或「梅均龍井」產于西湖鄉梅家塢、梵村、雲棲、外大橋一帶；「龍字龍井」或「西湖龍井」則產於西湖鄉其餘地方。
目前中華人民共和國國標法定龙井茶為地理標誌產品，杭州技術監督局規範只有生產於浙江省的西湖產區、越州產區、錢塘產區這三區才能使用龙井系列名稱，其他任何產地的號稱龍井全為假冒。詳細產區包含杭州市西湖区、余杭区、临安市、富阳市、萧山区、桐庐县、淳安县、建德市、绍兴县、诸暨市、嵊州市、新昌县等12个县（市、区），以及上虞市毗邻绍兴的磐安县、东阳市、天台县等4个县的部分龙井茶产品为受保护区域。
臺灣新北市三峽區於日治時期原產紅茶，戰後則改種植蔣中正總統等外省籍達官顯要偏好之龍井茶及香片，2010年時為臺灣龍井茶唯一產地。

## 种植

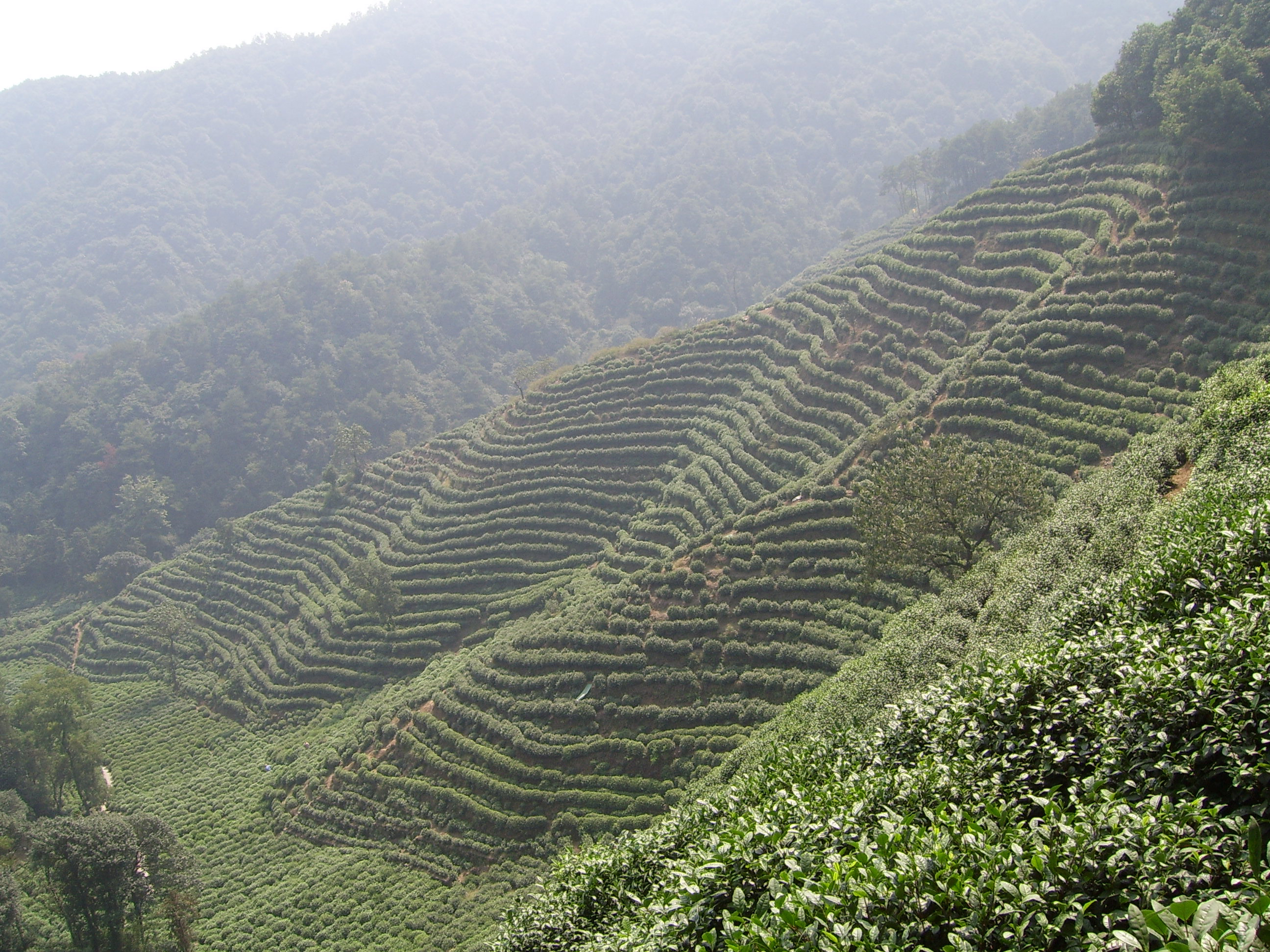
杭州的茶山

## 題詠
- 遊龍井（元．虞集）

杖藜入南山，卻立賞奇秀。 

所懷玉局翁，來往約履舊。 

空餘松在澗，仍作琴築奏。 

徘徊龍井上，雲氣起晴晝。 

入門避沾灑，脫屐亂苔甃。 

陽崗扣雲石，陰房絕遺構。 

澄公愛客至，取水挹幽竇。 

坐我薝萄中，餘香不聞嗅。 

但見瓢中清，翠影落群岫。 

烹煎黃金芽，不取穀雨后。 

同來二三子，三咽不忍嗽。 

講堂集群彥，千蹬坐吟究。 

浪浪雜飛雨，沉沉度清漏。 

令我懷幼學，胡為裹章綬。

- 龍井 （淸•鮑之蕙）

高秋選勝來錢唐，籃輿取道徑風篁。

竹陰四合上無路，泉聲百道迴崇岡。

昔聞茲山有龍井，井底蒼龍眠不醒。

更聞高僧有辨才，月林結客無塵埃。

有龍則靈僧則典，瀹茗終年駐軒冕。

碑碣模糊蹟半湮，林泉深邃名尤顯。

我來風日正情幽，策杖捫蘿終日留。

三面嵐光沐微雨，四圍霽色明吟眸。

丹黃蒼翠紛巖腹，天為游人開繡谷。

亭前奇石作雲房，山外明湖消霧穀。

殘僧掃葉煮寒泉，一甌著手清可憐。

坐覺幽香襲眉宇，不知眾壑生蒼煙。

何來鐘聲落空碧，昏鴉陣陣催歸客。

還期十日曉霜濃，停車一覽千林赤。

## 相關
- 西湖龙井
- 龍井蝦仁